# Spielberg
|  | Aquest article tracta sobre el municipi austríac. Si cerqueu el director de cinema, vegeu «Steven Spielberg». |

Spielberg és una ciutat al bezirk Murtal a Estíria, Àustria. La ciutat de Spielberg, amb una població d'uns cinc mil habitants al nord del riu Mur a l'est d'Aichfeld, entre les ciutats de Zeltweg i Knittelfeld. L'àrea municipal de Knittelfeld ha augmentat juntament amb una part del municipi. Entre 1986 i 2009 Spielberg era un Marktgemeinde. L'1 d'octubre, 2009 es convertí en "Stadtgemeinde". El municipi es compon de 9 katastralgemeinden (comunitats cadastrals): Einhörn, Laing, Lind, Maßweg, Pausendorf, Sachendorf, Schönberg, Spielberg i Weyern. Pausendorf és el major katastralgemeinde amb 1.500 habitants. El katastralgemeinde de Spielberg és només una petita part del municipi però dona el seu nom al municipi sencer. El Partit Socialdemòcrata d'Àustria (SPÖ) ha estat la posició dominant del municipi des de 1960. Spielberg és a la seu del Red Bull Ring (anteriorment conegut com A-1 Ring i Österreichring). Des de 1970 fins a 1987 i des de 1997 fins a 2003 era la seu del Gran Premi d'Àustria.